# Revenge (1577)
Pour les autres navires du même nom, voir HMS Revenge.
Le Revenge est un galion, vaisseau rasé de 46 canons, construit en 1577 et capturé par les Espagnols en 1591, sombrant peu de temps après. Il est le premier des 13 navires anglais et de la Royal Navy à porter ce nom. 

## Construction
Le Revenge est construit pour un coût de 4 000 £ au chantier naval royal de Deptford en 1577 par le maître navire, Mathew Baker. Son design rasé doit inaugurer un nouveau style de construction navale qui révolutionne la guerre navale pour les trois cents prochaines années. Vaisseau relativement petit, pesant environ 400 tonnes et pesant environ la moitié de la taille de Henri Grâce à Dieu, le Revenge est considéré comme un galion. 

## Armement
L'armement des navires de cette époque est fluctuant; les armes peuvent être ajoutées, supprimées ou modifiées pour différents types, pour des dizaines de raisons. La Revenge est particulièrement armé lors de sa dernière croisière: il transporte 20 lourds demi-canons, des couleuvrines et des demi-coulevrines sur son pont-batterie où les marins dorment. Sur son pont supérieur, il y a encore plus de demi-coulevrines, des sakers et une variété d’armes légères, y compris des canons à chargeur par la culasse montés sur pivot, appelés "fowlers" or "falcons".  

## Carrière

### Raid sur Cadix (1587)
En 1587, Sir Francis Drake s'embarque sur les côtes espagnoles et détruit une grande partie du matériel accumulé par Philippe II en prévision de l'Armada. En conséquence, les projets espagnols d'invasion de l'Angleterre sont reportés à l'année suivante. 

### Bataille de Gravelines (1588)
Au début de 1588, Drake déplace son drapeau de l'Elizabeth Bonaventure au Revenge, qui est considéré comme [Par qui ?]  étant de loin le meilleur des nouveaux navires. Le 29 juillet 1588, la bataille de Gravelines (du nom d'une ville flamande proche de Calais) se termine comme l'une des batailles les plus féroces et les plus décisives de ces années. Au début du conflit, le Revenge se révèle digne de sa réputation. À la suite du Revenge en tête de la ligne de front, la flotte anglaise s’engage bord à bord dans l’Invincible Armada à la suite d’une attaque de navires de guerre la nuit précédente, qui brise la formation serrée des espagnols. De nombreux navires espagnols sont gravement endommagés, même si quelques-uns seulement ont sombré ou ses sont échoués. Les deux parties se battent jusqu'à ce qu'à quasi-épuisement des munitions; l'Armada déchirée est  forcée de fuir dans la mer du Nord. La flotte anglaise la surveille jusqu'à hauteur d'Edimbourg, puis se retire au port, mettant ainsi fin à la menace d'une invasion espagnole sur l'Angleterre. 

### Expédition Drake-Norris (1589)
En 1589, le Revenge redevient le navire amiral de Drake, dans le cadre d'une tentative infructueuse d'envahir le Portugal sous contrôle espagnol. Le navire ramené dans un état délabré, et sans aucun trophée à son crédit, Drake tombe en disgrâce de la reine Élisabeth et est maintenu à terre jusqu'en 1594.

### Expédition Frobisher (1590)
En 1590, Sir Martin Frobisher commande le Revenge lors d'une expédition infructueuse le long de la côte espagnole afin d'intercepter la flotte des Indes. 

## Capture par les espagnols et naufrage (1591)

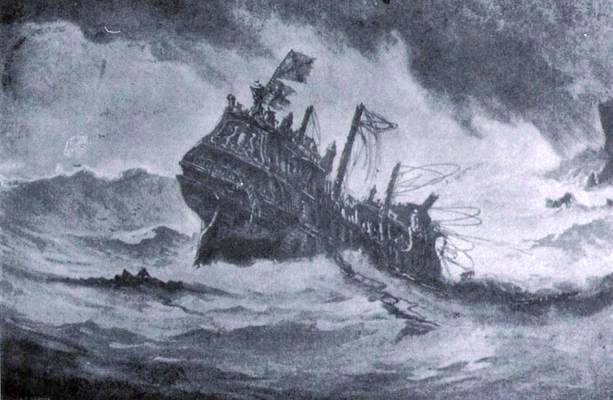
Revenge sombrant près de Terceira pendant une tempête après s'être rendu aux Espagnols au large de Flores, selon une illustration de 1897.

L'histoire du Revenge prend fin lors d'un épisode glorieux mais étrange qui deviendra une légende. Afin d'empêcher le rétablissement de la marine espagnole après l'Armada, Sir John Hawkins propose de bloquer la flotte des Indes de l'empire espagnol  par une patrouille navale permanente chargée d'intercepter les navires espagnols. Le Revenge fait partie d'une telle patrouille à l'été 1591 sous le commandement de Sir Richard Grenville. 
Les Espagnols envoient une flotte de quelque 53 navires sous les ordres de Alonso de Bazán, ayant sous ses ordres les généraux Martín de Bertendona et Marcos de Aramburu. L'intention est de capturer les navires Anglais à Flores, dans le nord des Açores. À la fin du mois d'août 1591, la flotte espagnole rencontre les Anglais tandis que des réparations sont effectuées sur leurs navires, les membres d'équipages débarqués, beaucoup souffrant d'une épidémie de fièvre. La plupart des navires réussissent à s'échapper en mer. Grenville qui a beaucoup d'hommes malades à terre décide de les attendre. Lorsqu'il prend la mer, il contourne par l'ouest l'île de Corvo, mais décide de passer directement au travers les Espagnols, qui approchent par l'est. 
La bataille commence tard le 31 août, alors qu'une force écrasante est immédiatement mobilisée contre le navire, qui oppose une résistance courageuse. Pendant un certain temps, le Revenge réussit par une tactique habile à éviter une grande partie du feu de l'ennemi, mais ils sont tout autour de lui et peu à peu, le nombre l'emporte. Alors qu'un navire espagnol se retire battu, un autre le remplace et ce combat inégal se poursuit pendant quinze heures. Les Espagnols tentent d'aborder. Le San Felipe, un navire trois fois plus grand, tente d'emmener les Espagnols à son bord, en compagnie du San Cristóbal d'Aramburu. Après avoir abordé le Revenge, le San Felipe est obligé de rompre. Sept hommes de l'abordage sont tués et trois autres sont sauvés par le San Bernabé, qui l’attaque peu de temps après. Cette nuit-là, les Espagnols perdent également le galion Ascensión, et un petit navire, par accident, après être entrés en collision. Pendant ce temps, le San Cristóbal, venu aider le San Felipe, percute le Revenge sous son château arrière et, peu de temps après, le San Bernabé de Bertendona bombarde le navire de guerre anglais avec des tirs nourris, faisant de nombreuses victimes et causant de graves dommages. L’équipage anglais riposte depuis les embrasures situées sous le pont. Le 1er septembre, au petit matin, le Revenge git ses mâts emportés, six pieds d'eau dans la cale, et tout l'équipage de deux cent cinquante hommes blessé, sauf seize hommes. Il reste aux prises avec les galions San Bernabé et San Cristóbal, ce dernier avec sa proue brisée par le pilonnage. La manœuvre de combat du San Bernabé, qui a obligé les équipes d'armes anglaises à abandonner leurs postes pour se défendre, a été décisive pour assurer la défaite du Revenge. 
Out-gunned, out-fought, and out-numbered fifty-three to one, vaincu à cinquante-trois contre un, quand la fin a semble certaine, Grenville ordonne que le Revenge soit coulé: " Sink me the ship, Master Gunner—sink her, split her in twain! Fall into the hands of God, not into the hands of Spain! ". Ses officiers ne pouvant pas accepter cet ordre, une reddition est convenue, ce qui permet d'épargner la vie des officiers et de l'équipage. Après s'être assuré de la bonne conduite et avoir retenu des dizaines de navires espagnols, le Revenge se rend enfin. Grenville blessé meurt des suites de ses blessures deux jours plus tard à bord du navire amiral espagnol. 
Le Revenge capturé mais très endommagée n’atteint jamais l’Espagne, mais sombre avec un équipage mixte composé de 70 espagnols et anglais captifs, de même que de nombreux autres navires espagnols, lors d’une terrible tempête aux Açores. La Revenge endommagé par la bataille s'échoue sur une falaise au large de l'île de Terceira, où il est complètement démantelé. Entre 1592 et 1593, 14 canons du Revenge sont récupérés par les Espagnols sur le site de l'épave. La marée ramène d'autres canons à terre des années plus tard, et les dernières armes trouvées furent récupérées jusqu'en 1625.

## LeRevengedans la littérature
L'action finale du Revenge a inspiré un poème populaire de Lord Tennyson intitulé The Revenge: A Ballad of the Fleet, qui raconte de manière dramatique le déroulement de la bataille.